# JUDAS
『JUDAS』（ジューダス）は、水無月すうによる日本の漫画作品。

## 沿革
『月刊少年エース』（角川書店）にて2004年7月号から2006年2月号まで連載された。エース誌において水無月すうの第1作目。新約聖書をモチーフにした作品。男性キャラクターが多く色彩では黒を多用することが多いなど、殺伐とした雰囲気があり、水無月すうの作品の中でも異色を放つ。後半は若干駆け足気味な展開であるが伏線を回収し終わり連載を終了することになる。戦慄のスタイリッシュダークファンタジーと銘打つが、その実は「ユダの裏切り」を主軸とする二千年の時を越えるラブストーリーである。
連載終了後同誌で第二作目にあたる『そらのおとしもの』にて、ゼロ＝マルケティアーノを始め、カメオ出演またはパロディキャラクターとして出演し、脚光浴び始め、同作がアニメ化にあたり友情出演的に声優が当てられた（ゼロ＝マスケティアーノにあたるテキ屋の男は小杉十郎太、イブは矢作紗友里、瑞樹は名塚佳織が担当した）。
単行本は角川コミックス・エースレーベルより全5巻。アニメ『そらのおとしものフォルテ』の開始に合わせ、2010年10月より、新装版全3巻としてまとめられて再度角川コミックス・エースレーベルより発売された。

## ストーリー
人に触れる事を禁じる呪いをかけられた男・JUDASは「死」という名の救いを人々に与え続けていた。666人の命を狩りとり、「人間」としての自分を取り戻すまで…。しかし、そこにかつての仲間である十二使徒のヨハネがジューダスへの復讐をする為、｢ヨハネの黙示録｣の発動を目論むが…。

## 登場人物

### 主要人物
JUDAS（ジューダス）
本作の主人公。かなり筋肉質な体つきをしている。趣味は奴隷（オモチャ）のイブにコスプレさせる等してからかうこと等の他色々。自由奔放で人でなしの性格をしている。
とある聖人を殴った人間に呪われ、死神となり666人の命を狩らなければ元の姿に戻れなくなってしまった。死神になって以来モノに触れることも触れられることもできなくなったので「奴隷(オモチャ)」に取り憑かなければ命を狩れない為イブに憑依している。また、憑依された人間は不死の存在になり死ぬ事が許されない存在になってしまう。自身のスタンスとして死にたがってる奴は狩らない主義と語っている。
その正体は権能｢死｣を与えられた使徒にして、キリストを裏切り死に追いやった裏切り者「イスカリオテのユダ」。「JUDA(ユダ)」はイギリス読みで「JUDAS(ジューダス)」となり、裏切り者という意味になる。死の王であり、「ロンギヌス」を唯一所持することが出来る最強の十二使徒。イエス・キリストによって紹介された最後の一人。触れれば悪魔が乗り移るという蛇の眼を持つ。かつて仲間と共に「楽園」を探す旅をし敵の親玉を倒した。しかしある目的を果たす為に救われる事のできない道を進む決断を自らに下す。
「ロンギヌス」の槍
ユダが持つ、あらゆるものに絶対の死を与える最強の武器。所持者でユダでしか扱うことが出来ず触れれば「呪い」に罹ってしまう。
真久蘭/イブ
JUDASに憑依されている少年。女装が凄く似合う。ほぼ女装なので女にしか見えない、いわゆる男の娘。本能（特に食欲）には従順。優しい性格で、迷子になって泣いている子にバイトで販売していたハンバーガーをあげたりしていた。孤児で住む家がないほど貧乏である。あまりにも馬鹿なのでJUDASが「『バカ』より上の『バカ』って言葉はねぇもんかな…」と悩む程である。天然で、何かとトラブルに遭遇しやすい、と言うよりもトラブルがある所に不思議と近づいてしまう。好物はハンバーガー。瑞樹に髪を男性風に切られそうになった際に、泣きながら拒絶するほどJUDASを怖がっている。
ノドを貫かれても死なないなど人間離れした生命力を誇っているが、JUDASが憑依していることが原因であり、イブ自身はただの人間である。自身の血が流れるとJUDASがこの世に顕現し身体を乗っ取られる。
十二使徒復活の際にゼロに埋葬されてしまうが、復活したある人物の力によって掘り起こされ復活した。掘り起こす代償として｢あるモノ｣を失ってしまう。
JUDASの呪い以外は普通の人間の肉体であるが、その身にはトマスの「審判」でも吸い尽くせない程のどうしようもない途方もない「罪」を生まれながらに宿しており、JUDASに出会うまで自分の大切な存在や回りにいるものを無自覚の内に殺め続けてきた。そんな自分に絶望し自殺した際にJUDASに出会い共に旅を続けてきた。実はJUDASは深い因果関係で繋がっており、「ユダの裏切り」の最も深い部分に関係している。
綾瀬 瑞樹（あやせ みずき）
物語の語り部的な人物。幼い頃に両親に捨てられ、兄共々孤児院に収容され育てられた。わずか16歳にして博士号を持ち、白血病の特効薬を開発するほどの天才的な頭脳の持ち主で、｢日本の誇る天才｣と言われテレビで取り上げられるほど有名。有名になってからは数々の発見で資産は数十億あるらしい。
育て親である聖空人神父が瑞樹の頭脳をいいように使い「楽園（エデン）」の扉を開けようとすることに嫌気がさし、自殺を図るが、イブが下敷きとなり気絶で済んだ。後に空人を狂わした存在を知り、その正体を探るためにジェーダスたちを行動を共にするようになる。そして、ユダの裏切りの真実の知ることになる。好物は牛丼。
こぎく
瑞樹の心許せる数少ない友人。昔から不思議と動物達が集まるらしい。穏やかで心優しく、人見知りな性格でイヴが男と発覚した時すごく恥ずかしがっていた。またイヴと同じくらいの天然。生まれつき心臓が悪く、両親はすでに他界している。
ゼロ＝マスケティアーノ
賞金99億ドルをかけられた超S級国際指名手配犯。3年間で殺人だけでも2万件を超えており、一日18人殺している計算になる。逮捕歴はゼロ。以前JUDASに憑依されていた。自分から何もかも、死さえ奪ったJUDASからあらゆるものを奪おうとする。死を奪われている為どんなことをしても死ぬことができないこの世で最も死に遠く、この世で最も死を撒き散らす男。所持武器はピストル。

### 十二使徒
ペテロ
権能｢誕生｣を与えられた使徒で死の王ユダの対極である誕生の王。ジューダスとはどつきあう関係で最もジューダスを憎む人物。聖骸布を使い、他の十二使徒を復活させた。
主を復活させる為にヨハネの黙示録の実行を目論む。二千年前に十字架に磔になったのはキリストではなくペテロ。処刑された後に権能に目覚め復活を果たす。そして楽園（エデンの園）の再来の為に「聖王庁」を立ち上げた。常に一糸纏わぬ裸体で二千年の間鍛錬を怠らずその肉体は人外の領域である。読者からはその衝撃的な容貌から「ハゲマッチョ」とも呼ばれる。
アンデレ
使徒。口髭を生やした東洋風の禿頭の老人。与えられた権能の詳細は不明だが高速移動で瞬時に敵に近づき、目にもとまらぬ拳法で攻撃する。
マタイ
権能｢断罪｣を与えられた使徒。十二使徒の中でも最年少で、ジューダスの弟分として色々と無茶をしまくった仲。現在にてある人物に転生していた。
シモン
権能｢真実｣を与えられた使徒。その権能にしてジューダスの裏切りの真実を知る数少ない人物。現在にてある人物に転生し、瑞樹に真実を教えるために記憶の旅に送る。
ヨハネ
権能｢破滅｣を与えられた使徒。身の丈を超える長髪を持つ女性と見まがうほどの美青年。「ヨハネの黙示録」の製作者で滅びに美を見出す。シモンと同じく「ユダの裏切り」の真実を知る者で、別の真意で黙示録を動かしている。
バルトロマイ
使徒。サングラスをかけているが主が存命していたころは右目に眼帯をつけていた。与えられた権能の詳細は不明だが薔薇を模した鞭を操っている。
フィリポ
権能｢時｣を与えられた使徒。細目の青年。指揮者の持つ指揮棒のようなもので時を操る。
トマス
権能｢審判｣を与えられた使徒。人の罪を暴き、牢獄へと閉じ込める能力。
瑞樹を審判の能力で｢裁判｣にかけた。瑞樹の罪を吸って力を得て、登場当初は容姿が老人だったが20〜30歳まで若返った。罪を吸うことに歓喜する。
タダイ
使徒。ペテロに恋心を抱いている女性。
ヤコブ
使徒。帽子を深く被っているため素顔が見えない。与えられた権能の詳細は不明だがフィンガースナップで衝撃波を放つことができる。

### 十二使徒の関係者
原罪の咎人
人類の始祖で、嘗て楽園に住んでいた存在そのものが無垢であり蛇に誘惑され禁断の果実を食してしまい楽園から追放された。この世で最も無垢であり最も穢れた存在とされる。ユダとこの存在の出会いがJUDASの永い旅の始まりとなった。
主
人類の敵と戦う為十二使徒に十二の権能を与えた。
悪魔
金色の蛇の眼を持ち、人類の始祖を誘惑し禁断の実を食させた蛇で正体不明の存在で黒幕。十二使徒の真の裏切り者で十二使徒の本当の敵であり全ての元凶でもある。

### その他の登場人物
聖 空人（ひじり そらひと）
瑞樹の育ての親。本来は子共好きの真面目な心優しい青年であったが、ある日突然狂いだし謎の薬の研究を始め孤児院の子供体を人体実験に利用する等凶行に手を染め瑞樹の頭脳を利用して薬の完成を目論んだ。子共達を救うことのできない理不尽な世の中に苦悩していた時に何者かに薬を投与され狂乱し非道な研究に手を出してしまった。JUDASによって殺され死んだ筈であったが、後に瑞樹のピンチに現れる。
響（ひびき）
こぎくが通っている病院の医者で、お金がない人を無償で診察し他の医者がサジを投げた病人を手厚く看病している。セクハラ発言したりと、ひょうきんで明るいユーモアある人物だが、裏では人の死に苦悩し救う方法模索し苦悩していたがペテロが接触してきて謎の薬を投与され空人と同じく狂ってしまう。JUDASによって殺されるが、後に瑞樹の前に現れる。
聖 空葉（ひじり そらは）
瑞樹の妹分で空人の実の妹。

## 単行本
レーベルはどちらも共通して角川コミックス・エースレーベルより発売。
1. JUDAS 1 ISBN 978-4-04-713664-9 :2004年10月1日
2. JUDAS 2 ISBN 978-4-04-713699-1 :2005年1月22日
3. JUDAS 3 ISBN 978-4-04-713727-1 :2005年5月25日
4. JUDAS 4 ISBN 978-4-04-713763-9 :2005年10月26日
5. JUDAS 5 ISBN 978-4-04-713797-4 :2006年3月25日

- 新装版

1. 新装版JUDAS 1 ISBN 978-4-04-715549-7 :2010年10月26日
2. 新装版JUDAS 2 ISBN 978-4-04-715550-3 :2010年10月26日
3. 新装版JUDAS 3 ISBN 978-4-04-715563-3 :2010年11月26日